# Smithsonian National Zoological Park
Lo Smithsonian National Zoological Park, noto anche con il nome di National Zoo è una dei più antichi giardini zoologici degli Stati Uniti d'America, con sede a Washington, D. C.. In quanto patrocinato dalla Smithsonian Institution, l'ingresso è gratuito.

## Settori zoologici

### Sentieri asiatici
Sentieri asiatici è un gruppo di reparti a tema asiatico aperto nell'ottobre del 2006. L'area si snoda tramite un sentiero coperto dalle fronde degli alberi nativi del continente asiatico, importate per dare un senso di naturalezza all'area e per spezzare le barriere tra gli animali ed i visitatori. Lungo il percorso i visitatori si imbattono anche in pannelli illustrativi e statue degli animali, allo scopo di illustrare la conservazione degli animali esposti e la cultura asiatica. Insieme a Mei Xiang e Tian Tian, i panda giganti, che rappresentano l'attrazione principale dell'area, Sentieri asiatici mostra anche altre specie animali, quali: l'orso labiato, il leopardo nebuloso, il gatto pescatore, la lontra dalle piccole unghie orientale ed il panda rosso. Accanto all'area dedicata ai panda giganti è presente un piccolo acquario per la salamandra gigante giapponese. Tuttavia, a metà 2016, la salamandra è deceduta e ed il suo acquario è rimasto vuoto da allora; lo zoo tiene altri membri della medesima specie, non esposti al pubblico, nella casa dei rettili.

#### Panda giganti

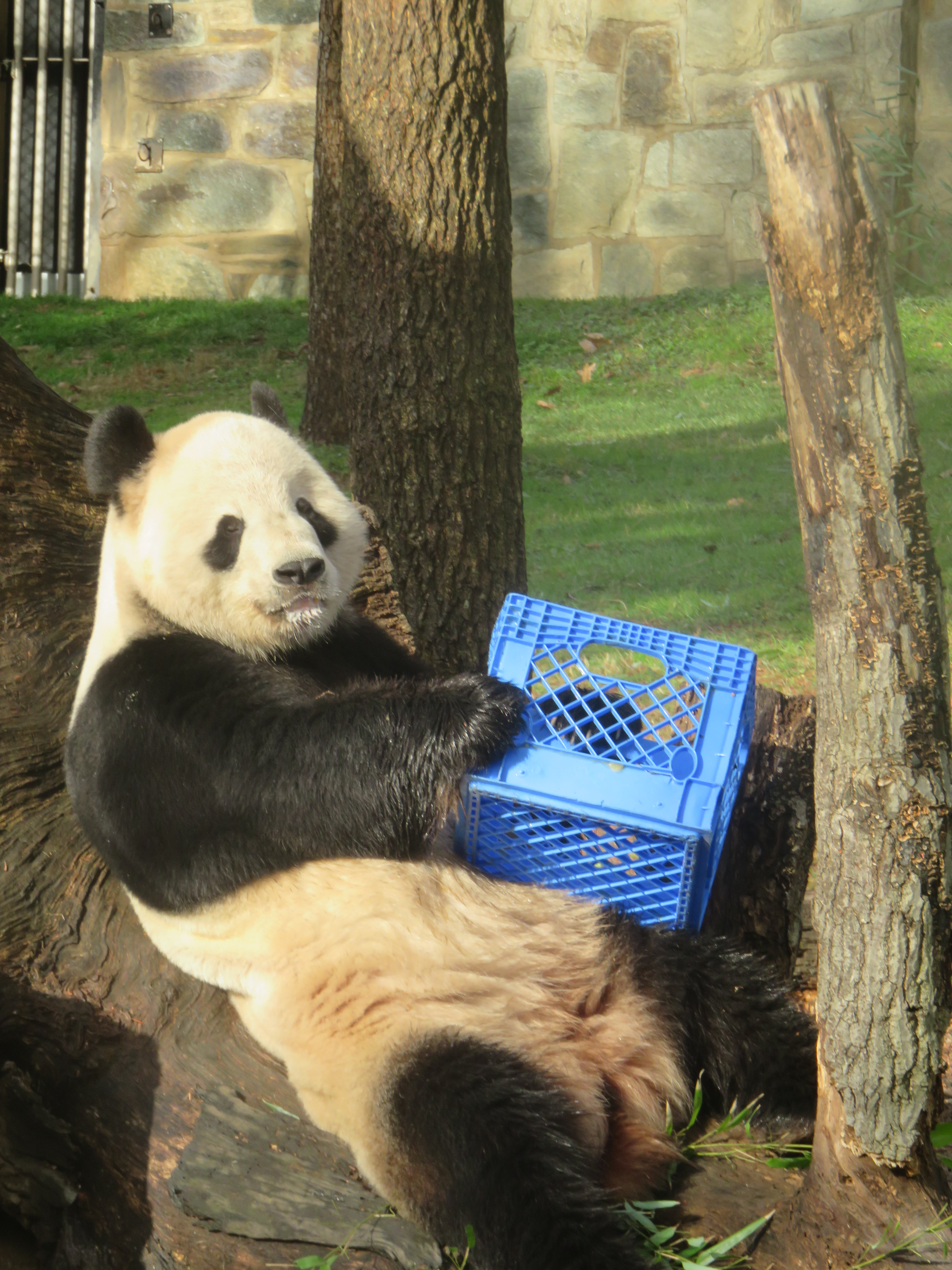
Il panda gigante Tian Tian, al National Zoo

L'area dedicata al panda gigante è l'attrazione principale dei Sentieri asiatici, e dispone di due grandi spazi esterni con l'arricchimenti naturali per gli animali, nonché una zona composta da speroni rocciosi per l'arrampicata, una cascata, e delle aree al coperto visitabili dai visitatori. I panda giganti attualmente in esposizione, sono Mei Xiang e Tian Tian, due esemplari dati "in prestito" allo zoo dalla China Wildlife Conservation Association (CWCA) e che vivranno allo zoo fino al 2020. I due esemplari sono al centro di un programma di ricerca, conservazione e allevamento che mira alla preservazione della specie. Mei Xiang e Tian Tian hanno avuto con successo un cucciolo, un maschio di nome Tai Shan, nel 2005. Attualmente, Tai Shan vive in un centro di riproduzione di Bifengxia nel Sichuan, in Cina. Il 16 settembre 2012, Mei Xiang ha dato alla luce un altro cucciolo, ma il cucciolo è morto sei giorni dopo la nascita. Il 23 agosto 2013, Mei Xiang ha dato alla luce due cuccioli; uno di loro, una femmina di nome Bao Bao, è sopravvissuta, mentre l'altro cucciolo nacque già morto. I panda vivono al Fujifilm Giant Panda Habitat, una mostra con aree all'aperto ed all'esterno all'avanguardia. L'area è progettata per replicare il terreno roccioso e lussureggiante dell'habitat naturale dei panda giganti. Il 22 agosto 2015, Mei Xiang ha partorito altri due cuccioli; uno è deceduto pochi giorni dopo. Entrambi i cuccioli, gemelli fraterni, furono generati da Tian Tian; il maschio sopravvissuto ricevette il nome Bei Bei il 25 settembre 2015, venendo esposto pubblicamente nel gennaio 2016.

### Sentieri degli elefanti

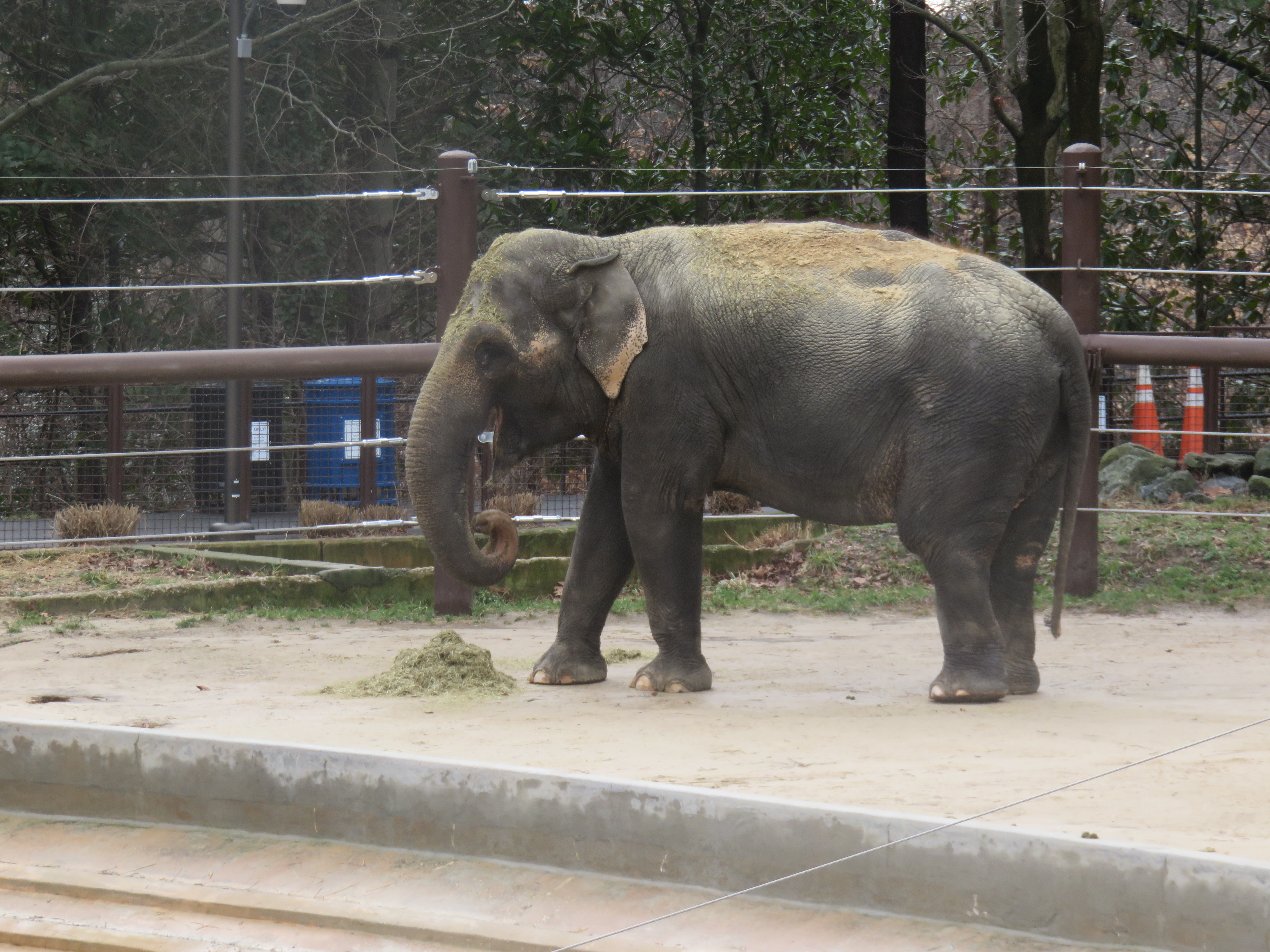
Elefante asiatico al National Zoo

Nella primavera del 2008, il National Zoo iniziò la costruzione dei Sentieri degli elefanti (Elephant Trails), una nuova casa per i suoi elefanti asiatici. La prima parte del progetto da 52 milioni di dollari venne aperta nel settembre 2010, ampliando l'ex area degli elefanti dello zoo con una zona coperta di 530 metri quadri (5.700 piedi quadrati), due nuovi aree al coperto (di cui uno provvisto di piscina), e un corridoio privato lungo 400 metri, nascosto tra i boschi, al riparo dai turisti, per mantenere in esercizio gli animali, per un totale di 1,9 acri (0,77 ha) di spazio esterno, portando le dimensioni totali dei Sentieri degli elefanti a 2 acri. Elephant Trails: A Campaign to Save Asian Elephants è un programma completo di allevamento, educazione e ricerca scientifica. È progettato per aiutare gli scienziati a prendersi cura degli elefanti negli zoo e salvarli in natura. La Casa degli elefanti venne chiusa al pubblico dal 14 settembre 2009 fino alla fine di marzo 2013, per la costruzione della seconda fase dei Sentieri degli elefanti. Questa include l’Elephant Community Center, una mostra al coperto con molti pannelli interpretativi ed istruttivi.

### Isola dei lemuri
Un'isola con un fossato che ospita tre diverse specie di lemuri: quattro lemuri dalla coda ad anelli, due lemuri dalla fronte rossa e due vari bianconeri.
Lemuri:
lemure dalla coda ad anelli
lemure dalla fronte rossa
vari bianconero

### Casa dei piccoli mammiferi
La maggior parte delle specie di mammiferi di piccola taglia presenti nel parco, ospita in questo settore. La selezione delle diverse specie include l'armadillo a tre fasce, l'aluatta nera, l'eterocefalo glabro, la scimmia leonina, il leontocebo dalla testa dorata, il callicebo rosso, il vari rosso, il porcospino brasiliano, il furetto dai piedi neri, il cane della prateria, il suricato, il bradipo didattilo, il gatto delle sabbie, l'armadillo peloso urlatore, il cincillà a pelo lungo, il tragulo maggiore, la moffetta, il tamandua, il ratto gigante malgascio, il woylie e molti altri.

### Casa delle grandi scimmie

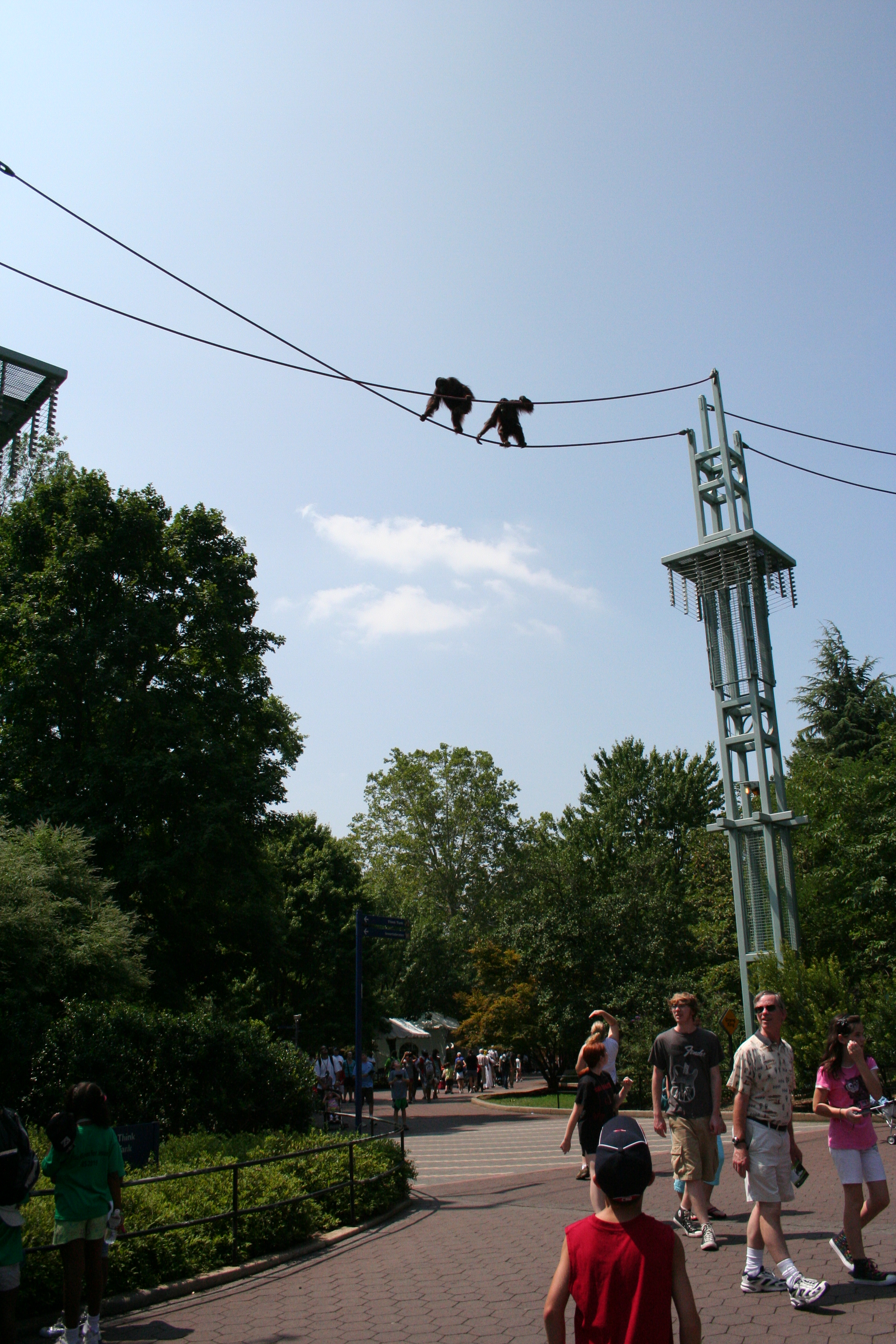
Due oranghi che percorrono l'"O Line" sopra i visitatori, al National Zoo

Questo settore è separato in due recinti, uno ospita sei oranghi (due maschi di nome Kiko e Kyle, e quattro femmine di nome Lucy, Batang, Iris e Bonnie), l'altro ospita sei gorilla di pianura occidentale (tre maschi di nome Baraka, Kojo e Kwame, e tre femmine chiamato Mandara, Kibibi e Kigali). Gli oranghi è consentito l'accesso alla Think Tank (vedi sotto), percorrendo la "O-Line", una serie di alti cavi supportati da torri metalliche che permettono agli oranghi di spostarsi tra i due edifici a loro piacimento.

### Think Tank
Questa zona è un settore pensato per educare i visitatori su come pensano gli animali ed conoscere il loro ambiente. Dispone di diversi schermi interattivi che insegnano ai visitatori come i biologi conducono i loro studi. Gli oranghi (che talvolta vengono utilizzati nelle manifestazioni tenute dai custodi) sono autorizzati a passare dalla Casa delle grandi scimmie fino alla Think Tank ogni volta che vogliono. Alcuni animali tenuti e studiati lì sono: il ratto norvegese, il paguro caraibico, il cercopiteco di palude e il cercopiteco nasobianco del Congo.

### Zona dei gibboni
Un settore che ospita due diverse specie di gibboni: tre gibboni dalle guance bianche (un maschio di nome Sydney e due femmine di nome Mae e Muneca), e due siamanghi (un maschio di nome Bradley e una femmina di nome Ronnie).

### Stazione di conservazione dei ghepardi

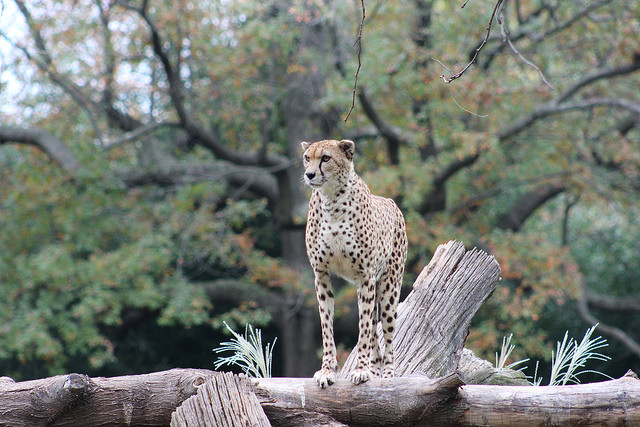
Un ghepardo alla "The Cheetah Conservation Station" al National Zoo in Washington, D.C.

Un settore all'aperto progettato con un'imitazione della savana africana, per educare i visitatori su come vivono i ghepardi e cosa si può fare per garantirne la conservazione in natura. La parte principale di questo reparto è costituito da due zone separate da una recinzione. Una ospita cinque ghepardi (quattro maschi di nome Granger, Draco, Gay e Zabini, e una femmina di nome Lita), mentre l'altra ospita due esemplari maschi di zebra di Grevy. Altri animali che ospitano nelle vicinanze sono: l'orice dalle corna a sciabola, la gazzella Dama, avvoltoio di Ruppell, il crisocione (una specie di lupo originaria del Sud America anziché dell'Africa), la Sitatunga e il potamocero.

### Sentieri americani
Un settore che ospita specie di origine nordamericana. La selezione include: l'otaria della California, la foca grigia, la foca comune, il castoro, lo smergo dal ciuffo, l'aquila di mare dalla testa bianca, il corvo imperiale, il pellicano bruno, il lupo grigio e la lontra di fiume americana. Dopo aver affrontato le minacce più gravi, la maggior parte delle specie americane ha prosperato grazie ai progetti di conservazione. Molte di queste sono state elencate come specie a rischio di estinzione. Tutte le piante nei loro recinti sono originarie del Nord America. Questa zona dispone anche di un bar chiamato Seal Rock Cafe che offre piatti artigianali con ingredienti locali, stagionali, e sostenibili. Il settore è stato recentemente ristrutturato e riaperto a fine estate 2012.

### Mostra degli invertebrati
Un settore che ospitano parecchie specie di insetti, aracnidi, molluschi, crostacei e varie specie di anemoni di mare, coralli e stelle marine. Il settore è stato definitivamente chiuso al pubblico da domenica 22 giugno 2014 a causa di finanziamenti inadeguati. Il personale dello zoo ha detto, durante un'intervista, che verrà costruita una sala della biodiversità che includerà gli invertebrati.

### Amazzonia
Un settore che ospita specie animali e vegetali del Sud America, in particolare, del Rio delle Amazzoni. Gli animali presenti sono il Callicebo, il tarabuso del sole, la spatola rosata, la testuggine dai piedi rossi, il piranha rosso, il boa arcobaleno, la razza d'acqua dolce e varie specie di rane (Dendrobate) e pesci gatto.

### Grandi felini

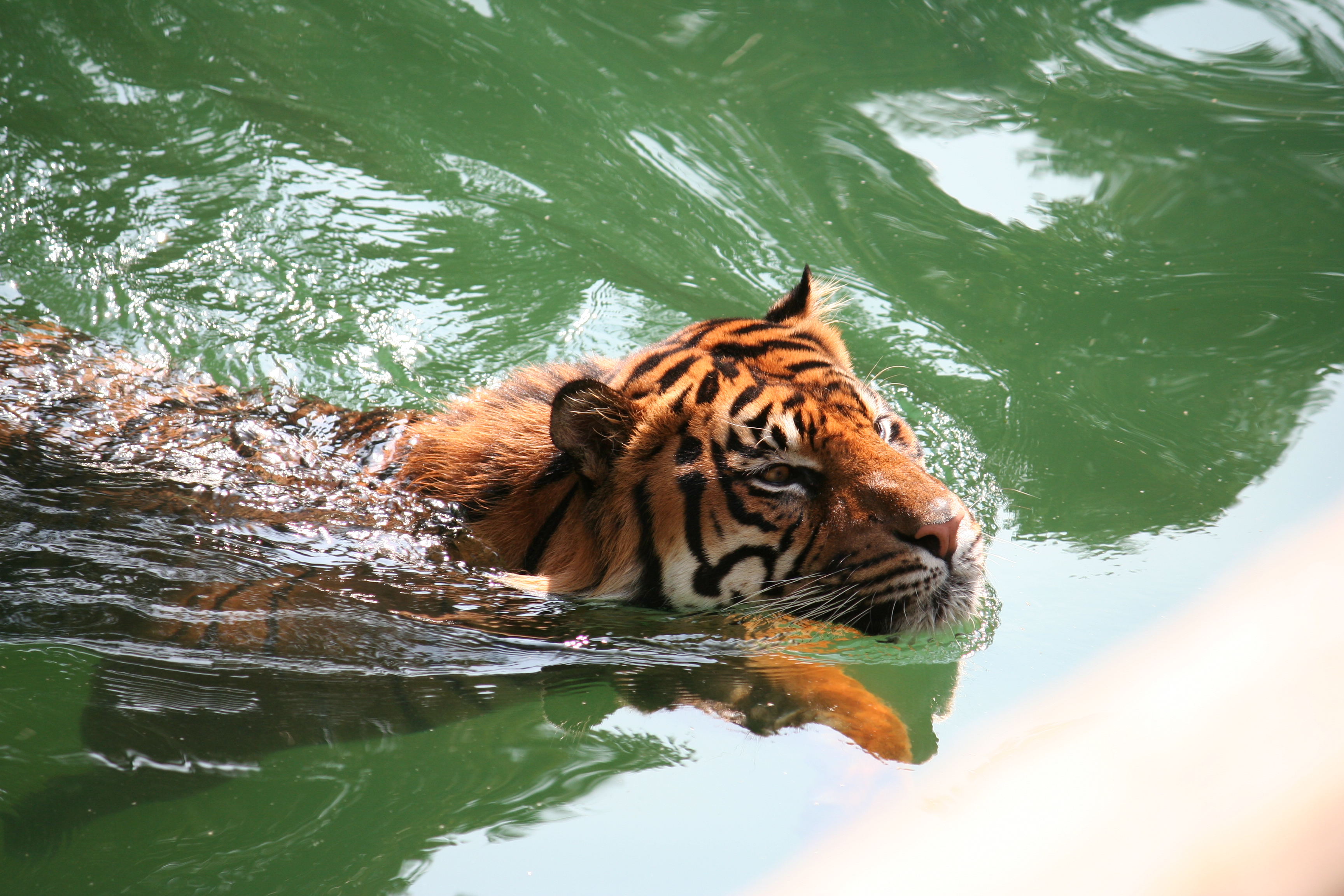
Una tigre di Sumatra che nuota, al National Zoo

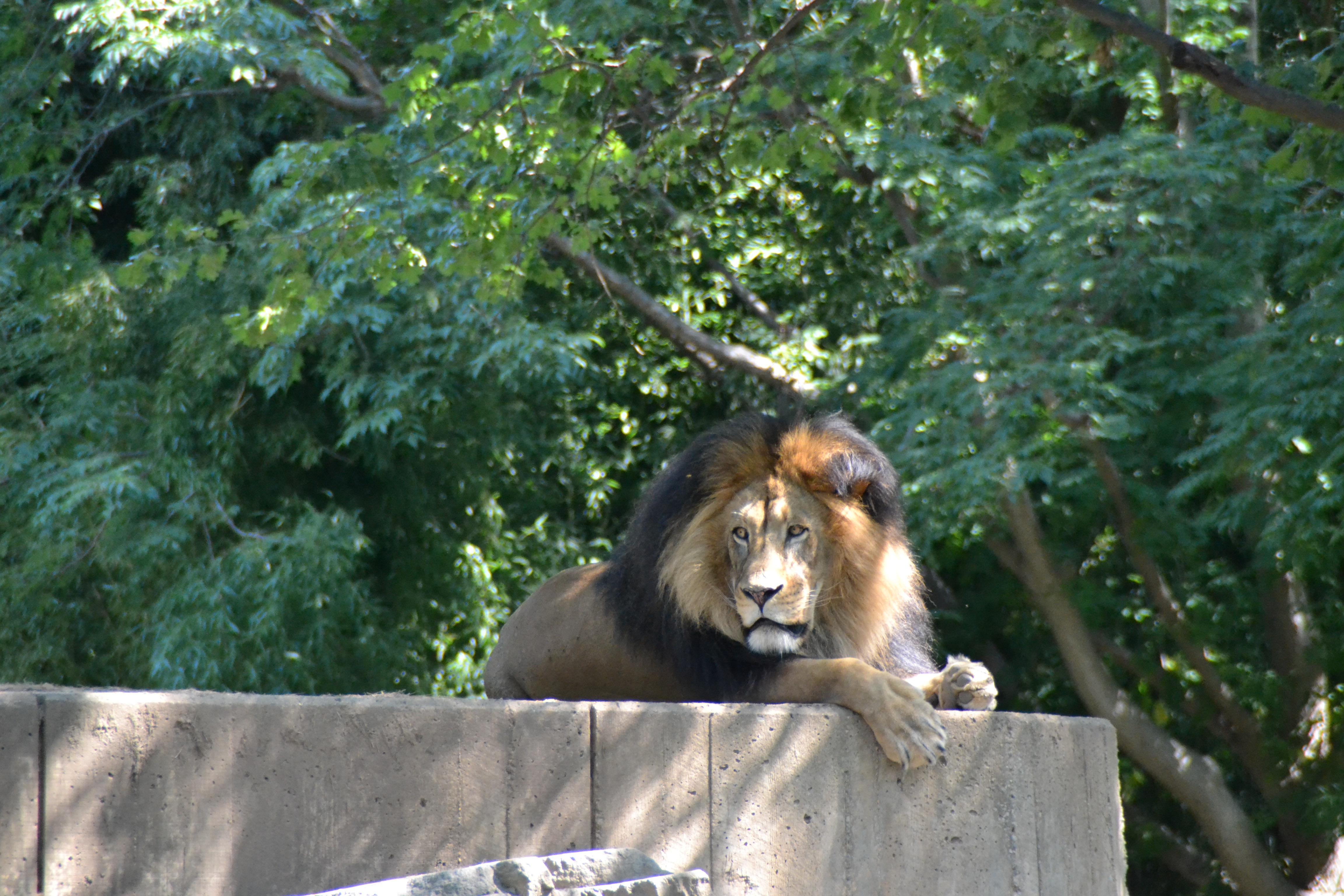
Un leone africano al National Zoo.

Questo settore è separato in due recinti, uno ospita un branco di leoni africani, e l'altro ospita delle tigri di Sumatra. Una di queste, (Soyono) è morta a 19 anni nel novembre 2012. La tigre sembrava essere affetta da spondilite, una malattia degenerativa della colonna vertebrale, che agisce sui grandi felini durante l'invecchiamento. Il venerdì, 24 gennaio 2014, una leonessa di 10 anni di nome Nababiep ha dato alla luce tre cuccioli (solo due sopravvissuti) in un periodo di otto ore. Questi sono la prima cucciolata di leoni nel parco in quattro anni, il terzo per Nababiep, e il quarto per il padre, Luke.

### Centro di scoperta dei rettili
Questo rettilario ospita 70 specie diverse di rettili e anfibi.

### Voliera
Una serie di recinzioni interne che ospita la maggior parte delle specie aviane. La zona principale ospita: il kiwi, l'airone guardabuoi, la civetta delle tane, il falco pigmeo, la ghiandaia marina pettolilla e molti altri uccelli. C'è anche una stanza coperta dedicata agli uccelli della giungla, che permette agli uccelli di volare liberamente. le zone che stanno dentro e intorno alla Voliera includono la "Crane Line" (luogo dove ospitano le gru), una grande gabbia all'aperto dove volano libere anatre, pavoni e cormorani, il "South America Run" (per gli uccelli sudamericani) e altri recinti per gli uccelli di grandi dimensioni.

### Fattoria
Uno spazio rivolto soprattutto ai bambini, che ospita alpaca, maiali, asini, mucche e caprette.

### Reparto dei bisonti
Il parco sta optando per la realizzazione di un settore dedicato ai bisonti americani. Attualmente è in atto una raccolta fondi per introdurre i bisonti, perché sono stati i primi animali del parco, e li vogliono per il 125º anniversario dell'apertura del National Zoogical Park. Il settore ospita due femmine di nome Zora e Wilma, che sono state trasportate allo zoo in quello stesso anno dalla American Prairie reserve nel Montana Nord-orientale.

### Altri animali
Gli altri animali presenti nel parco sono: il formichiere gigante, l'orso dagli occhiali, il cavallo di Przewalski e l'ursone. C'è anche un reparto all'aperto per i cani della prateria dalla coda nera durante i mesi estivi.

## Animali

### Mammiferi
- Aguti verde
- Alpaca
- Aluatta nera
- Armadillo dalle tre fasce
- Asino
- Bettongia dalla coda a spazzola
- Bisonte americano
- Bradipo didattilo
- Callicebo
- Callicebo grigio
- Cane della prateria dalla coda nera
- Capra anglo-nubiana
- Capra di San Clemente
- Capra nana nigeriana
- Caracal
- Castoro
- Catta
- Cavallo di Przewalski
- Cervo dal ciuffo
- Cervo di Eld
- Cinopiteco
- Coati
- Crisocione
- Degu
- Elefante asiatico
- Eterocefalo glabro
- Foca comune
- Foca grigia
- Formichiere gigante
- Furetto dai piedi neri
- Gatto delle sabbie
- Gatto pescatore
- Gazzella dama
- Ghepardo
- Gibbone dalle guance bianche
- Gorilla di pianura
- Guereza
- Hereford
- Holstein
- Irace del Capo
- Lemure dalla fronte rossa
- Leone
- Leontocebo dalla testa dorata
- Leopardo nebuloso
- Lince rossa
- Lontra dalle piccole unghie orientale
- Lontra di fiume nordamericana
- Lupo grigio
- Maiale di Ossabaw
- Mangusta bruna
- Mangusta nana
- Mangusta striata
- Mocó
- Onagro
- Orango del Borneo
- Orice dalle corna a sciabola
- Orso dagli occhiali
- Orso labiato
- Otaria della California
- Panda gigante
- Panda rosso
- Pecari dal collare
- Pitecia dalla faccia bianca
- Porcospino brasiliano
- Potamocero
- Ratto gigante malgascio
- Ratto norvegese
- Ratto talpa di Damara
- Scimmia leonina
- Scoiattolo dalle orecchie macchiate
- Siamango
- Sileno
- Sitatunga
- Suricato
- Tamarino di Goeldi
- Tenrec riccio maggiore
- Tenrec riccio minore
- Tigre di Sumatra
- Toporagno elefante dalle orecchie corte
- Toporagno elefante di Peters
- Tupaia pigmea
- Tupaia settentrionale
- Uistitì di Geoffroy
- Ursone
- Vari rosso
- Zebra di Grevy

### Uccelli
- Airone azzurro minore
- Airone guardabuoi
- Allocco barrato
- Alzavola americana
- Anatra mandarina
- Aquila di mare dalla testa bianca
- Ara dalle ali verdi
- Avvoltoio reale
- Becco a cucchiaio
- Casuario
- Civetta delle tane
- Corvo imperiale
- Cuculo guira
- Emù
- Fenicottero rosa
- Germano nero americano
- Hocco becco azzurro
- Irena puella
- Kamichi meridionale
- Kiwi
- Martin pescatore della Micronesia
- Martinetta dal ciuffo
- Marzaiola americana
- Motmot capo blu
- Nandù
- Otarda di Kori
- Pappagallo eclettico
- Parrocchetto di Derby
- Pellicano bruno
- Pernice dei bambù indiana
- Rallo nero
- Smergo dal ciuffo
- Tangara grigio azzurra
- Uccello topo nuca blu
- Umbretta
- Codone comune
- Piccione fagiano
- Anatra fischiatrice piumata
- Bucero becco giallo
- Cardinale ciuffo rosso
- Pappagallo dal ventaglio
- Moriglione testarossa
- Seriema dalle zampe rosse
- Alzavola anellata
- Spatola rosata
- Avvoltoio di Rueppell
- Ibis rosso
- Tangara becco argentato
- Pesciaiola
- Tortora di Socorro
- Uccello tessitore mascherato
- Gru del paradiso
- Tarabuso del sole
- Fringuello di Darwin
- Tragopan di Temminck
- Bucero di Van der Decken
- Cicogna
- Codone guance bianche
- Ibis faccia bianca
- Dendrocigna faccia bianca
- Gru dal collo bianco
- Gru americana
- Anatra sposa
- Bucero rugoso
- Bucorvo
- Oropendola crestata
- Beccogrosso ventregiallo
- Picchio pileato
- Tangara della Cayenna
- Falco pigmeo
- Ghiandaia marina pettolilla
- Piccione delle Nicobare
- Storno di Bali
- Gru di Wattled
- Marangone dalla doppia cresta
- Gufo dagli occhiali

### Rettili
- Tartaruga gigante di Aldabra
- Alligatore del Mississippi
- Tartaruga a collo di serpente
- Pitone birmano
- Alligatore cinese
- Serpente reale
- Mocassino acquatico
- Coccodrillo cubano
- Tartaruga scatola orientale
- Crotalo diamantino orientale
- Boa smeraldino
- Pseudopo apodo
- Serpente del grano
- Vipera dalle ciglia
- Falso cobra acquatico
- Vipera del Gabon
- Gaviale del Gange
- Mostro di Gila
- Iguana blu
- Anaconda verde
- Basilisco piumato
- Pitone verde
- Cobra reale
- Drago di Komodo
- Geco diurno del Madagascar
- Serpente delle mangrovie
- Mata mata
- Varano di Mertens
- Testa di rame
- Serpente citello
- Coccodrillo delle Filippine
- Testuggine raggiata
- Tartaruga dal ventre rosso
- Colubro dalla coda rossa
- Serpente rinoceronte
- Testuggine dai piedi rossi
- Tartaruga maculata
- Serpente dai tentacoli
- Geco tokay
- Camaleonte velato
- Tartaruga del rio delle Amazzoni
- Gerrosauro maggiore
- Tartaruga alligatore
- Serpente dei ratti
- Boa costrittore
- Boiga trigonata
- Tartaruga del muschio comune
- Falso gaviale
- Tartaruga alata indiana
- Tiliqua dalla lingua azzurra
- Iguana dai tubercoli

### Anfibi
- Xenopo liscio
- Cecilia acquatica
- Dendrobate dalle zampe nere
- Dendrobate blu
- Dendrobate dorato
- Tritone imperatore
- Mantella dorata
- Rana dorata
- Dendrobate verde-nero
- Salamandra alligatore
- Dendrobate reticolato
- Salamandra gigante giapponese
- Rana muschiata
- Ululone dal ventre rosso orientale
- Atelopo di Zetek
- Rospo macchiato
- Rana cornuta delle isole Salomone
- Raganella di White

### Pesci
- Arapaima
- Leporino fasciato
- Pesce gatto succhiatore
- Ucla xenogrammus
- Apteronotus albifrons
- Tambaqui
- Pastinaca americana
- Pseudomystus siamensis
- Neon cardinale
- Platydoras armatulus
- Biajaca
- Razza d'acqua dolce
- Baryancistrus xanthellus
- Andinoacara rivulatus
- Anostomus anostomus
- coridora leopardo
- Tetra limone
- Leporinus arcus
- Caracide cieco delle caverne
- Steatogenys elegans
- Corydoras reticulatus
- Acara di Port
- Pirapitinga
- Piranha rosso
- Platydoras costatus
- Phractocephalus hemioliopterus
- Pleco reale
- Hemigrammus rhodostomus
- Pseudodoras niger
- Corydoras schwartzi
- Metynnis argenteus
- Pseudacanthicus leopardus
- Pleco leopardo
- Anostomus ternetzi
- Pseudoplatystoma tigrinum
- Pesce pagliaccio pomodoro
- Pesce banjo
- Platydoras armatulus
- Catoprion mento

### Invertebrati
- Formica taglia foglie
- Farfalla zebra
- Farfalla di Julia
- Ape comune
- Ditiscide
- Blatta fischiante del Madagascar
- Vedova nera
- Ragno dorato
- Tarantola golia
- Nautilo
- Polpo gigante del Nordpacifico
- Seppia
- Canocchia pavone
- Granchio eremita ecuadoriano
- Granchio reale
- Astice americano